# Курбис, Роллан
Роллан Курбис (фр. Rolland Courbis; род. 12 августа 1953, Марсель, Франция) — французский футболист, защитник. Тренер.

## Карьера

### Клубная
Роллан Курбис — воспитанник марсельского «Олимпика», где и начинал свою профессиональную карьеру в 1971 году, далее он играл за «Аяччо», с 1973 по 1974 годы выступал за греческий «Олимпиакос» из города Пирей, за который провёл 4 матча в чемпионате. С 1974 по 1977 годы играл за «Сошо», после чего перебрался в «Монако», завершал же профессиональную карьеру в 1985 году в «Тулоне».

### Тренерская
После завершения профессиональной футбольной карьеры он остался в «Тулоне», где в 1986 году начал тренерскую карьеру, возглавив клуб. Далее тренировал «Марсель Эндум», «Бордо», «Тулузу». С 1997 по 1999 годы работал главным тренером марсельского «Олимпика». После тренировал «Ланс», «Аяччо», в 2003 году перебрался в Эмираты, где возглавлял клуб «Аль-Вахда» из Абу-Даби. В январе 2004 года Роллан Курбис был назначен главным тренером российского клуба «Алания» из Владикавказа, однако в конце сезона расторг соглашение с клубом из Северной Осетии. В том же году снова подписал контракт с «Аяччо», в 2006 году был уволен. В 2007 году возглавил «Монпелье». Далее тренировал сборную Нигера, швейцарский «Сьон» и «УСМ Алжир». В декабре 2013 года вновь возглавил «Монпелье». С «Монпелье» занял 7-е место в чемпионате Франции в сезоне-2014/15, но в декабре 2015 года подал в отставку.